# Stretford End

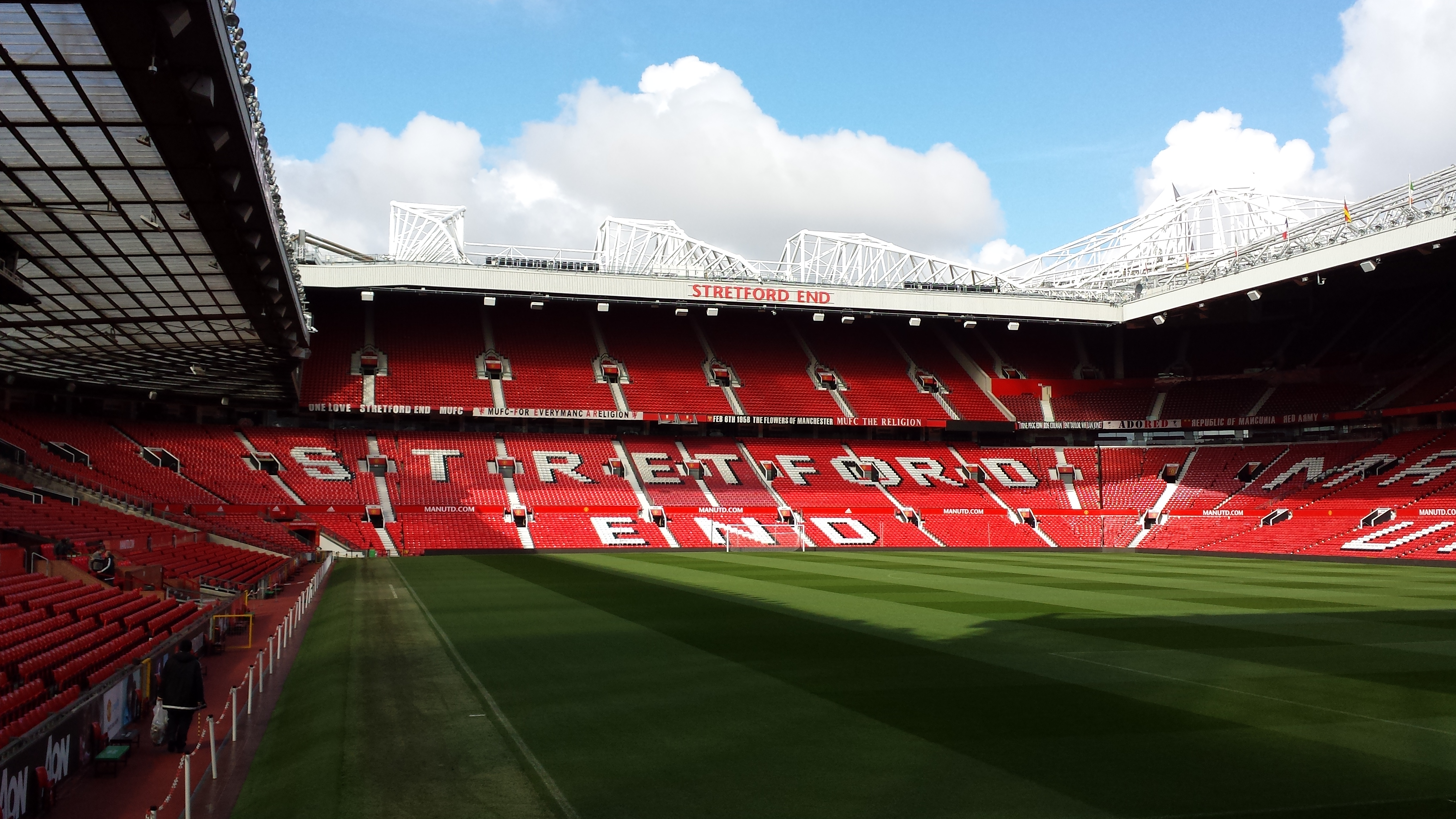
A Stretford End a stadion délkeleti sarkából.

A Stretford End, más néven a West Stand, az Old Trafford, a Manchester United Football Club stadionjának nyugati lelátója, amely a közeli Stretfordról kapta a nevét. Két részre van felosztva és a stadion többi részéhez hasonlóan konzolos teteje van.

## Történet

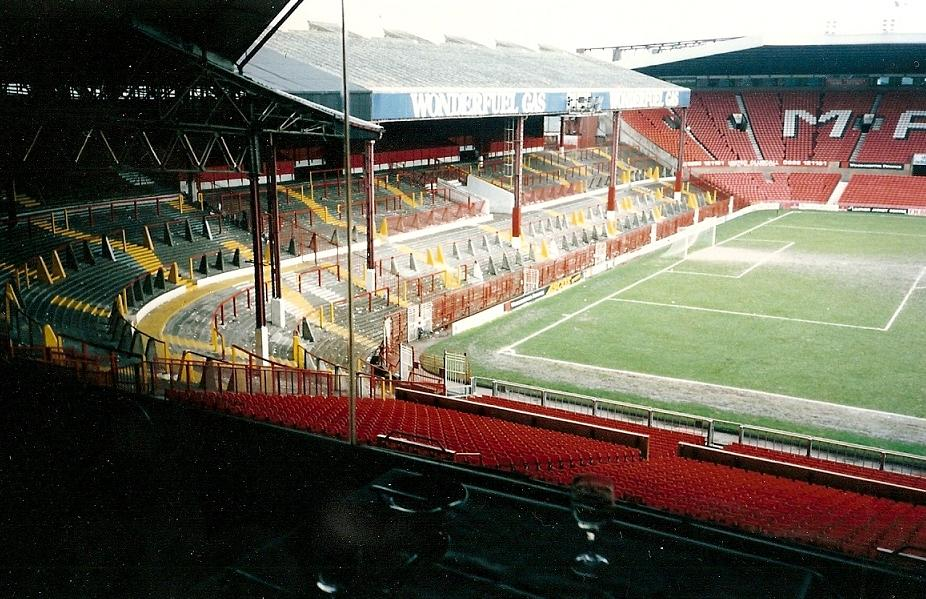
A Stretford End 1993-ban

A Taylor-jelentés előtt, amelynek következtében stadionokban csak ülőhelyek lehettek az 1994–1995-ös szezontól, a Stretford End volt az Old Trafford állóhelyekkel rendelkező lelátója, amely nagyjából 20 ezer főt tudott befogadni. Az utolsó mérkőzést az eredeti lelátó előtt az 1991–1992-es szezonban játszotta a United, a Tottenham Hotspur ellen.
1992-ben lebontották és a helyére egy 10 millió fontos lelátót építettek az 1992–1993-as szezon végére és átnevezták West Standre, de továbbra is Stretford End néven volt ismert és fehér székekkel ki volt rakva az eredeti megnevezés. Az építkezést a Birse Group vitte véghez.
A Stretford End újjáépítéséről először 1989-ben volt szó, mikor Martin Edwards el akarta adni a csapatot és 10 millió fonttal támogatta volna a következő tulajdonost a felújításban. Az egyezmény végül nem történt meg és Edwards több, mint egy évtizedig még a Manchester United tulajdonosa volt.
A 2000–2001-es szezonra újabb székeket adtak a lelátóhoz, boxok mellett. A West Stand egy részét napjainkban már családi ülőhelyek foglalják el. A játékoskijáró a Stretford End és a Sir Bobby Charlton Stand sarkában található.
Denis Law (1962–1973) és Éric Cantona (1992–1997) mindketten megkapták a „Stretford End Királya” becenevet a klub rajongóitól.
2023 januárjában a csapat bejelentette, hogy a 2024–2025-ös szezon előtt eltávolítják a páholyokat a lelátóból, hogy több rajongó férjen el a stadion ezen részén, illetve, hogy javitsák a hangulatot az Old Traffordon.
2025 márciusában bejelentették, hogy a csapat új stadionjának nyugati lelátója is a Stretford End nevet fogja viselni, és 23 500 néző befogadására lesz képes.

## Szobor
A Stretford Enden található Denis Law szobra, amelyet 2002. szeptember 23-án avattak fel. Law a „Stretford End Királya” néven volt ismert. Law ezek mellett a United Trinity szoborcsoportnak is a tagja a stadion előtt.